# Хенрик Опјењски
Хенрик Опењски (Краков, 13. јануар 1870 — Морж, 21. јануар 1942) био је пољски композитор, виолиниста, учитељ, администратор и музиколог. Његови списи и сакупљена писма Фредерика Шопена сматрани су од велике важности у Шопеновим студијама тог времена.

## Биографија
Опјењски је рођен у Кракову 1870. године, где је и започео студије виолине код Винсента Сингера. Када је имао 12 година (1882. године), учествовао је у дечијој шали са још тројицом дечака, Станиславом Виспјанским, Јозефом Мехофером и Станиславом Естрајхером, звонећи у звоно Сигисмунда.
Између 1888. и 1892. године студирао је хемију на универзитету у Прагу како би удовољио родитељима, док је настављао студије виолине код Фердинанда Лахнера. Од 1892. до 1894. године вратио се у Краков и радио у хемијској индустрији, где је именован за контролора дестилерија у Жолкјеву и Жешову. Затим је наставио студије композиције код Владислава Желенског.
Године 1895. одлази у Париз, где наставља студије виолине код Владислава Горског, а композицију код Зигмунта Стојовског и Игнација Јана Падеревског, са којим постаје близак пријатељ. Године 1897. и 1898. студирао је композицију код Хајнриха Урбана у Берлину, док је радио као виолиниста, а исте године се вратио у Париз да би студирао код Винсента д'Индија на париској школи „Schola Cantorum“. Такође је свирао виолину са оркестром Едуара Колона од 1899. до 1901. године. 
Вративши се у Пољску 1901. године, наставио је живот као виолиниста, а остаје забележено да је основао и хор Варшавске филхармоније. 
Од 1904. до 1906. године радио је са Артуром Никишем (дириговање) и Хугом Риманом (музикологија) у Лајпцигу. Године 1906. дебитовао је као оперски диригент у Градском позоришту у Лавову.
Између 1908. и 1911. године је радио као диригент у позоришном оркестру у Варшави и био је помоћни диригент Гжегожа Фителберга у Варшавској филхармонији. Од 1909. године је предавао у Варшавском музичком друштву. У јануару 1910. године је, поводом стогодишњице рођења Фредерика Шопена, дириговао пољском премијером Падеревског Симфоније у бе-молу „Полонија“ (1908).
Године 1911. основао је први пољски часопис посвећен музикологији, Музички кварталник (Kwartalnik musyczny), који је уређивао до 1914. године. У периоду између 1913. и 1914. године је био музички директор новоотвореног Пољског позоришта у Варшави.
1914. године је дипломирао као доктор музике на Универзитету у Лајпцигу, са дисертацијом о мађарском лаутнисти Балинту Бакфарку. 
Жживео је у Швајцарској током Првог светског рата. Године 1917. основао је мешовити хор у Лозани, под називом „ Мотет и Мадригал”, специјализован за извођења дела композитора која датирају из шеснаестог и седамнаестог века.
Након повратка у Пољску, Опјењски је руководио Националним конзерваторијумом за музику у Познању од 1920. до 1926. године, док је настављао да обавља бројне административне функције у другим музичким организацијама. Његови ученици су били Станислас Неџелски и Стефан Болеслав Порадовски.
Трајно се преселио у Морж, у Швајцарској, 1926. године када се оженио својом другом женом, Лидијом Барблан, касније познатом као Лидија Барблан-Опјенска (1890–1983), учитељицом певања и композиторком кантате, клавирских комада, хорских дела и песама. Поново је режирао „Мотет и Мадригал“. Водио је турнеје по Швајцарској, Француској, Аустрији, Холандији, Чехословачкој, Немачкој и својој родној Пољској. Био је позван да се придружи жирију Међународног Шопеновог такмичења пијаниста 1927. године, али није могао да прихвати.
Његова сабрана Шопенова писма, која је приредио и превео Е. Л. Војнич, објављена су 1931. године. 
Од 1932. до 1936. године је био председник једног музичког друштва у Лозани. 
Преминуо је у Моржу, 1942. године, у 72. години живота. Алеја у Моржу је касније именована у његову част.